# Beach 105th Street
Beach 105th Street – stacja metra nowojorskiego, na linii A i S. Znajduje się w dzielnicy Queens, w Nowym Jorku i zlokalizowana jest pomiędzy stacjami Beach 98th Street i Rockaway Park – Beach 116th Street. Została otwarta 28 czerwca 1956.